# اعتراضات ۲۰۱۹ ونزوئلا
اعتراضات ۲۰۱۹ ونزوئلا، مجموعه‌ای از اعتراضات بود که از ۱۱ ژانویه در یک تلاش هماهنگ برای برکناری نیکلاس مادورو از ریاست‌جمهوری که به‌طور گسترده مورد انتقاد دومین دوره ریاست جمهوری‌اش قرار گرفت به بحران ریاست‌جمهوری ونزوئلا در این کشور منجر شد. این اعتراضات همچنین شامل ضد تظاهرات دولتی بود که به‌طور سازمان‌یافته در حمایت از مادورو در خیابان‌ها صورت گرفت.
بنا به افشای آسوشیتدپرس خوان گوایدو رهبر مخالفان از هفته‌ها قبل مخفیانه به آمریکا رفته و با دولت آمریکا هماهنگ بوده است.

## رویدادهای مهم

### اعتراضات
تظاهرات ۲۰۱۹در ونزوئلا در اولین روزهای ژانویه در نتیجه بحران ریاست جمهوری سال ۲۰۱۹ در ونزوئلا آغاز شد.
تظاهرات علیه مشروعیت ریاست جمهوری نیکولاس مادورو در آغاز دور دوم وی پس از انتخابات ریاست جمهوری بحث‌برانگیز در سال ۲۰۱۸شروع شد. همچنین انتخاب خوان گوایدو به عنوان ریاست مجلس شورای ملی، که از وی به عنوان رئیس‌جمهور موقت ونزوئلا در ونزوئلا و برخی دولت‌های خارجی حمایت شد.
در تظاهرات ۲۰۱۹ ونزوئلا بیش از

### دستگیری و آزادی گوایدو
در ۱۳ ژانویه ۲۰۱۹ گوایدو درحال رفتن برای شرکت دریک کابیلدو آزاد که دعوت شده بود، توسط اعضای سرویس اطلاعات ونزوئلا (SEBIN) دستگیر و سپس بازداشت شد. او ۴۵دقیقه بعد توسط مقامات آزاد گردید.
گروه لیما همراه با لوئیس آلماگرو دبیرکل سازمان کشورهای آمریکایی (OAS) این اقدام را محکوم کردند. در همان روز، گوایدو خود را به عنوان رئیس‌جمهور اعلام کرد. دولت به این واقعیت اشاره کرد که این اقدام یک طرفه توسط سرویس اطلاعات (SEBIN) صورت گرفته و حکم دستگیری توسط رئیس اطلاعات ونزوئلا صادر شده است، در این راستا، گوایدو اعلام کرد که در این وقایع نشان داده شد که شکافی در زنجیره فرماندهی نیروهای مسلح وجود داشته است.
دوازده مقام سرویس اطلاعات ونزوئلا (SEBIN)پس از این رویداد دستگیر و زندانی شدند و در انتظار محاکمه بودند. آنها به «بازداشت غیرقانونی» و «سوء استفاده از موقعیت» متهم شدند.

### ۲۲–۲۳ ژانویه
- موج جدید تظاهرات از روز ۲۲ ژانویه با دعوت گوایدو رئیس پارلمان ونزوئلا و رهبر اعتراضات در برابر تغییرات اخیر در قانون اساسی و تضعیف دموکراسی در سلسله مراتب قدرت در تظاهرات ۲۰۱۹ ونزوئلا برگزار شد. فراخوانی که با استقبال چند صد هزار نفری مردم همراه شد.
- در ۲۳ ژانویه، میلیون‌ها نفر در حمایت از خوان گوایدو در سراسر ونزوئلا تظاهرات کردند. در تظاهرات ونزوئلا بیش از ۷۰ نفر بازداشت شدند در جریان درگیری بین تظاهرکنندگان و نیروهای امنیتی ۱۸ نفر کشته و ۲۲۸ نفر زخمی شده‌اند.[۲۲][۲۳]
- در ۲۳ ژانویه خوان گوایدو در کاراکاس پایتخت ونزوئلا طی یک سخنرانی در جمع چند ده هزار نفری مردم با ادای سوگند ریاست جمهوری اظهار کرد با پشتیبانی نیروهای مسلح مقام ریاست جمهوری موقت ونزوئلا را تا زمان برگزاری انتخابات برعهده می‌گیرد.

### ۲۴ ژانویه
- مایک پمپئو، وزیر خارجه آمریکا نیز پس از پرزیدنت ترامپ در یک بیانیه رسمی، تأکید کرد ایالات متحده رئیس‌جمهوری موقت، خوان گوایدو را به رسمیت می‌شناسد و نیکلاس مادورو از اختیارات قانونی، برای قطع روابط دیپلماتیک با آمریکا برخوردار نیست. نیکلاس مادورو روز چهارشنبه پس از آنکه ایالات متحده حمایتش از اپوزیسیون ونزوئلا، به رهبری خوان گوایدو رئیس پارلمان آن کشور را اعلام کرد گفت: روابط با آمریکا را قطع می‌کند و به دیپلمات‌های آمریکایی ۷۲ساعت فرصت داد خاک ونزوئلا را ترک کنند.
- خوان گوایدو رئیس مجلس ملی ونزوئلا که روز چهارشنبه در جمع معترضان دولتی و هواداران اپوزیسیون، ریاست جمهوری نیکلاس مادورو را نامشروع و خود را رئیس‌جمهوری موقت ونزوئلا خواند از دیپلمات‌های خارجی خواست به فعالیت‌شان در کاراکاس ادامه بدهند.[۲۴]

### ۲۵ ژانویه ۲۰۱۹
- بیانیه یکی از سخنگویان وزارت خزانه‌داری ایالات متحده آمریکا: این هفته، رئیس‌جمهور ترامپ خوان گوایدو را بعنوان رئیس‌جمهور موقت ونزوئلا به رسمیت شناخت. روابط دیپلماتیک و اقتصادی بین ایالات متحده و ونزوئلا باید با به رسمیت شناختن خوان گوایدو و مجلس ملی توسط ایالات متحده منطبق باشد.[۲۵]
- ۲۵ ژانویه ۲۰۱۹ برخی از دولت‌ها، از جمله کانادا، ایالات متحده، گواتمالا، هندوراس، کاستاریکا، پاناما، کلمبیا، اکوادور، پرو، پاراگوئه، برزیل، آرژانتین و شیلی - بدون اشاره به بریتانیا، دانمارک، پرتغال و کوزوو، اکنون خوان گوایدو را به عنوان رئیس دولت مشروع ونزوئلا شناخته‌اند. لوئیس آلماگرو، رئیس سازمان کشورهای آمریکایی، گوایدو را نیز به عنوان رئیس‌جمهور ونزوئلا به رسمیت شناخت.[۲۶]
- واسیلی، سفیر روسیه در ملل متحد، روز جمعه ۲۵ ژانویه۲۰۱۹ گفت که مسکو با فشار آمریکا برای اینکه شورای امنیت از گوآیدو بعنوان رئیس‌جمهور موقت حمایت کند، مخالفت خواهد نمود.[۲۷]

### ۲۶ ژانویه ۲۰۱۹
- اطلاعیه نماینده عالی به نمایندگی از اتحادیه اروپا: اتحادیه اروپا فراخوان قوی به برگزاری انتخابات ریاست جمهوری آزاد. شفاف و معتبر طبق معیارهای دمکراتیک بین‌المللی و دستور قانون اساسی ونزوئلا می‌دهد. در صورت عدم اعلام برگزاری یک انتخابات جدید با تضمین‌های ضروری طی روزهای آینده، اتحادیه اروپا اقدامات بعدی منجمله در خصوص مسئله به رسمیت شناختن رهبری کشور طبق ماده ۲۳۳ قانون اساسی ونزوئلا را انجام خواهد داد.[۲۸]
- فرانسه، آلمان، اسپانیا و بریتانیا در واکنشی هماهنگ به بحران ونزوئلا گفتند آماده اند تا در صورتیکه انتخاباتی در هفته آینده برگزار نشود، خوان گوایدو رهبر اپوزیسیون را بعنوان رئیس‌جمهور موقت کشور به رسمیت بشناسند.[۲۹]
- سرهنگ خوزه لویی سیلوا، فرستاده ارشد ونزوئلا در آمریکا روز شنبه از دولت پرزیدنت نیکلاس مادورو جدا شد. وی از مردم و به‌خصوص پرسنل ارتش خواست از رئیس‌جمهور قانونی مردم ونزوئلا یعنی پرزیدنت خوان گوایدو حمایت کنند.[۳۰]
- سناتور جمهوریخواه مارکو روبیو گفت مادورو نبردی را انتخاب کرده که نمی‌تواند در آن برنده شود. فقط بحث زمان است. تنها چیزی که ما نمی‌دانیم این است که چقدر طول خواهد کشید یا اینکه آیا صلح‌آمیز خواهد بود یا خونین.[۳۱]

### ۲۷ ژانویه ۲۰۱۹
- جان بولتون مشاور امنیت ملی کاخ سفید در توئیتی اظهار داشت هر نوع خشونت و تهدید علیه دیپلمات‌های ایالات متحده، خوان گوایدو یا مجلس ملی را تهاجم به حاکمیت قانون تلقی می‌کند و به آن پاسخی قاطع خواهد داد.[۳۲]
- ایالات متحده کارلوس آلفردو وکیو را به‌عنوان کاردار دولت ونزوئلا در آمریکا که توسط رئیس‌جمهور موقت خوان گوایدو معرفی شد را پذیرفت. وکیو به نمایندگی از ونزوئلا اختیار امور دیپلماتیک در آمریکا را برعهده خواهد داشت.[۳۳]

### ۲۸ ژانویه ۲۰۱۹
- دفتر کنترل دارایی‌های خارجی وزارت خزانه‌داری ایالات متحده آمریکا شرکت نفت دولتی ونزوئلا (پترولئوس دی ونزوئلا) (Petroleos de Venezuela, S.A) را مطابق فرمان اجرایی ۱۳۸۵۰ به دلیل کار کردن در بخش نفتی اقتصاد ونزوئلا لیست گذاری کرد.[۳۴]

### ۳۰ ژانویه ۲۰۱۹
- دونالد ترامپ، رئیس‌جمهور آمریکا دریک تماس تلفنی با خوان گوایدو رئیس‌جمهور موقت ونزوئلا اعلام کرد که از «مبارزه وی برای به دست آوردن دموکراسی» حمایت می‌کند، آنچنانکه فشار واشینگتن برای مجبور کردن رئیس‌جمهور سوسیالیست نیکلاس مادورو از قدرت، باعث فوران اجتماعی گردید.[۳۵]
- ترامپ توییت کرد: «مادورو به دنبال تحریم‌های ایالات متحده و قطع درآمدهای نفتی مایل به مذاکره با مخالفان در ونزوئلا است و گوایدو توسط دادگاه عالی ونزوئلا هدف قرار می‌گیرد. امروز اعتراضات گسترده انتظار می‌رود. آمریکایی‌ها نباید تا اطلاع ثانوی به ونزوئلا سفر کنند.»[۳۶]

### ۳۱ ژانویه ۲۰۱۹
- پارلمان اروپا خوان گوایدو را به عنوان پرزیدنت موقت ونزوئلا براساس قانون اساسی ونزوئلا به رسمیت می‌شناسد؛ و از اعضای آن می‌خواهد، باید نمایندگان منصوب شده توسط مقامات مشروع را به رسمیت بشناسند.[۳۷]

### ۲ فوریه ۲۰۱۹
- ژنرال نیروی هوائی ونزوئلا فرانسیسکو یانز اولین افسر عالی‌رتبه ارتش این کشور و هم‌پیمان با دولت مادورو است که به مخالفان مادورو می‌پیوندد. او مادورو را دیکتاتور خوانده و خوان گوایدو را رئیس‌جمهوری مورد قبول خود برای ونزوئلا دانسته است.[۳۸]
- در تظاهرات امروز هزاران تن از طرفداران خوان گوایدو، رئیس‌جمهوری موقت ونزوئلا شرکت کردند و گوایدو اعلام کرد تا وقتی مادورو با برگزاری انتخابات جدید تحت نظارت بین‌المللی موافقت نکند و از قدرت کنار نرود، تظاهرات خیابانی ادامه خواهد داشت.[۳۹]
- ۲ فوریه ۲۰۱۹ مایک پنس معاون رئیس‌جمهوری آمریکا با نامشروع خواندن ریاست جمهوری نیکولاس مادورو در ونزوئلا خواستار کناره‌گیری او از قدرت شد. جان بولتن مشاور امنیت ملی (آمریکا) نیز می‌گوید کمکهای بشر دوستانه آمریکا شامل دارو و مواد غذایی با مشورت و هماهنگی خوان گوایدو رئیس‌جمهوری موقت ونزوئلا برای مردم آن کشور ارسال می‌شود.[۴۰][۴۱]
- ۲ فوریه ۲۰۱۹جاناتان ولاسکو رامیرز دیپلمات ونزوئلایی که سفیر ونزوئلا در عراق است. طی بحران ریاست جمهوری ۲۰۱۹ ونزوئلا، ۲ فوریه، خوان گوایدو رئیس‌جمهور موقت ونزوئلا، را به رسمیت شناخت، و اعلام کرد که مجلس ملی تنها قدرت «وابسته به اخلاق، مشروعیت و قانونی بودن» است و مسئول است تا خلاء قدرت را با جلوگیری از نقض قانون اساسی جبران کند.[۴۲][۴۳][۴۴]

### ۴ فوریه ۲۰۱۹
- ماکرون: فرانسه خوان گوایدو را بعنوان رئیس‌جمهور ونزوئلا به رسمیت می‌شناسد.[۴۵] ژان-ایو لو دریان وزیر امور خارجه فرانسه، گفت: «گایدو ظرفیت و مشروعیت قانونی برای برگزاری انتخابات را دارد.»،[۴۶] با اتمام مهلت هشت روزه اتحادیه اروپا به رئیس‌جمهور ونزوئلا، اسپانیا، بریتانیا، اتریش، سوئد و دانمارک رهبر اپوزیسیون ونزوئلا خوان گوایدو را بعنوان رئیس‌جمهور موقت ونزوئلا به رسمیت شناختند همزمان فرانسه گفت گوایدو حق این را دارد که انتخاباتی را در این کشور سازماندهی کند.[۴۷]
- نمایندگان کشورهای عضو گروه «لیما» که از ۱۳ کشور آمریکای جنوبی و کانادا تشکیل شده است در نشست ۴ فوریه در اتاوا، پایتخت کانادا تصمیم گرفتند تا دسترسی دولت مادورو به منابع مالی آن کشور در خارج از مرزهای ونزوئلا را قطع کنند.[۴۸]

### ۶ فوریه ۲۰۱۹
- ترامپ در سخنرانی سالانه گفت آمریکا به‌طور رسمی دولت قانونی ونزوئلا و رئیس‌جمهور جدید آن را به رسمیت شناخت. ما در کنار مردم ونزوئلا ایستادیم و وحشیگری رژیم مادورو را محکوم کردیم که کشور غنی ونزوئلا را به یک فقیرنشین تبدیل کرده است.[۴۹]
- جان بولتون مشاور امنیت ملی روز چهارشنبه گفت آمریکا بایستی بررسی کند که تحریمها علیه افسران ارتش ونزوئلا که دولت خوان گوایدو رئیس‌جمهور موقت را به رسمیت می‌شناسند را لغو نماید.[۵۰]

### ۷ فوریه ۲۰۱۹
- وزرای بیش از ده کشور اروپایی و آمریکای لاتین با انتشار بیانیه مشترکی خواستار برگزاری «انتخابات آزاد، شفاف و قابل اعتماد» در ونزوئلا شدند تا تنش‌های سیاسی میان نیکلاس مادورو و خوان گوایدو، رهبر مخالفان، حل و فصل شود.[۵۱]

### ۸ فوریه ۲۰۱۹
- فدریکا موگرینی مسئول سیاست خارجی اتحادیه اروپا گفت: نیکولاس مادورو، رئیس‌جمهور ونزوئلا ۹۰ روز برای برگزاری انتخابات قانونی فرصت دارد.[۵۲]

### ۱۰ فوریه ۲۰۱۹
- گوایدو طی سخنانی اعلام کرد: برای مجبور کردن مادرو به کناره‌گیری از قدرت و کاستن از بحران انسانی در داخل کشور، آماده است تا اقدام‌های لازم از جمله اجازه مداخله نظامی آمریکا را انجام دهد.[۵۳]

### ۱۳ فوریه ۲۰۱۹
- ایالات متحده و روسیه به‌طور جداگانه پیش نویس قطعنامه‌هایی را در مورد بحران ونزوئلا به شورای امنیت سازمان ملل ارائه کرده‌اند. آمریکا خواستار برگزاری فوری انتخابات شده، روسیه در مورد «دخالت نظامی» هشدار داده است.[۵۴]

- اسپوتنیک، سباستین پینیه‌را، رئیس‌جمهوری شیلی نوشت: ظرف چند روز، دیکتاتوری نیکولاس مادورو، رئیس‌جمهوری ونزوئلا محکوم به شکست خواهد بود. مردم ونزوئلا با خوشحالی و شجاعت رو به سوی آزادی و دموکراسی گشوده‌اند.[۵۵]

### ۱۴ فوریه ۲۰۱۹
- رویتر:دونالد ترامپ در سخنرانی ۱۸ فوریه از خوان گوایدو، رهبر مخالفان ونزوئلا، حمایت خواهد کرد. آقای گوایدو که رئیس پارلمان است به‌عنوان رئیس‌جمهوری موقت ونزوئلا سوگند خورده و مشروعیت نیکلاس مادورو را به چالش کشیده است. آمریکا از جمله حامیان گوایدو است که ریاست جمهوری موقت او را به رسمیت شناخته و خواستار برگزاری انتخابات شده است.[۵۶]

### ۱۵ فوریه ۲۰۱۹
- استیون منوشین، وزارت خزانه‌داری ایالات متحده آمریکا طی بیانیه‌ای پنج مقام ارشد امنیتی ونزوئلا را در لیست تحریم قرار داد.[۵۷]
- نیکولاس مادورو در مصاحبه‌ای با آسوشیتدپرس فاش ساخت که دولت او گفتگوهای مخفی با دولت ترامپ داشته است. وی همچنین پیش‌بینی کرد که کارزار بین‌المللی برای استعفای خود را سپری خواهد کرد.[۵۸]

### ۱۸ فوریه ۲۰۱۹
- دونالد ترامپ طی پیام تیزی به مقامات نظامی ونزوئلا در زمینه کشمکش بر سر بحران فزاینده این کشور هشدار داد که اگر همچنان به وفاداری از رئیس‌جمهور نیکولاس مادورو ادامه دهند و مانع از دسترسی مردم به کمک‌های اورژانسی که از مرز می‌آید بشوند، همه چیز را از دست خواهند داد.[۵۹]

### ۲۱ فوریه ۲۰۱۹
- جان بولتون طی پیامی هشدار داد هر اقدامی که ارتش ونزوئلا در برابر غیرنظامیان صلح‌طلب ونزوئلا در کنار مرزهای کلمبیا و برزیل انجام دهد فراموش نخواهد شد، خواه مدارا کند، خواه برخوردی کند که به خشونت بینجامد.[۶۰]

### ۲۲ فوریه ۲۰۱۹
- به گزارش آسوشیتدپرس افزایش تنش‌ها در ونزوئلا باعث کشته شدن یک زن و مجروح شدن حدود ۱۲ نفر در نزدیکی مرز برزیل شد. این اولین درگیری مرگبار بر سر تلاش اپوزیسیون برای ورود دومین محموله کمک‌های دارویی و غذایی بشردوستانه آمریکا به داخل ونزوئلا به‌شمار می‌رود.[۶۱]

### ۲۳ فوریه ۲۰۱۹
- نیروهای نظامی ونزوئلا به کامیون حامل کمک‌های انسانی در مرز کلمبیا شلیک کردند. حداقل دو نفر کشته شدند. وزیر خارجه آمریکا گفته است که کشورش برای نجات مردم ونزوئلا دست به اقدام‌های لازم خواهد زد.[۶۲]

### ۲۴ فوریه ۲۰۱۹
- پس از وقوع درگیری‌های خشونت بار ۲۳ فوریه میان نظامیان ونزوئلا و هواداران خوآن گوآیدو در شهر مرزی برزیل و ونزوئلا، ارتش اوضاع را در مرز این کشور با کلمبیا تحت کنترل گرفته است.[۶۳]
- خوان گوایدو رهبر اپوزیسیون ونزوئلا گفت که استفاده نیکلاس مادرو از سربازان برای آنکه با خشونت مانع ورود کمک‌های انسانی بشود به معنای آن است که او به جامعه جهانی پیشنهاد خواهد کرد که تمامی گزینه‌ها برای سرنگونی مادرو باز باشند.[۶۴]

### ۲۵ فوریه ۲۰۱۹
- میچل باچله، کمیسر حقوق بشر سازمان ملل نسبت به مقابله خشن دولت مادورو با نیروهای اپوزیسیون این کشور هشدار داد. باچله مسدود کردن راه انتقال کمک‌های بشر دوستانه از سوی دولت مادورو را محکوم کرد.[۶۵]
- مایک پنس در جریان دیدار با خوان گوایدو و گروه لیما در بوگوتا پایتخت کلمبیا، از تحریم‌های سنگین‌تر علیه رژیم مادورو خبر داد. وی گفت به رغم خصومت مادورو، ما به فشار ادامه می‌دهیم و تمام کمک‌های بشردوستانه آمریکا باید به دست مردم ونزوئلا برسد.[۶۶]

### ۲۸ فوریه ۲۰۱۹
- روسیه و چین یک قطعنامه پیشنهادی ایالات متحده در شورای امنیت سازمان ملل که به بحران ونزوئلا می‌پرداخت را وتو کردند، یک پیش‌نویس ارائه شده از جانب مسکو نیز در این رابطه از رسیدن به رای کافی بازماند. پیش‌نویس پیشنهادی آمریکا در شورای امنیت ۹ رای مثبت لازمه از جانب کشورهای عضو را کسب کرده بود ولی مسکو و پکن در اتحاد باهمدیگر آنرا وتو کردند.[۶۷]

### ۱ مارس ۲۰۱۹
- خوان گوایدو، رهبر مخالفان دولت ونزوئلا می‌گوید ۶۰۰ نفر از افسران ارتش این کشور طی روزهای گذشته از حمایت از نیکلاس مادورو دست کشیده‌اند.[۶۸]

### ۴ مارس ۲۰۱۹
- خوان گوایدو، رهبر مخالفان دولت ونزوئلا که در روزهای اخیر به کلمبیا، برزیل در همسایگی ونزوئلا، آرژانتین، پاراگوئه و اکوادور سفر کرده است. اعلام کرد قصد دارد به کشورش بازگردد. وی خواهان تظاهرات گسترده مردم شده است. جان بولتون، مشاور امنیت ملی آمریکا گفت: «هر تهدید و اقدامی که امنیت آقای گوایدو را هنگام بازگشت به ونزوئلا به خطر بیندازد، با واکنش سخت و قابل ملاحظه‌ای روبه‌رو خواهد شد.»[۶۹]
- رئیس‌جمهور موقت خوان گوایدو که برای رایزنی با کشورهای همسایه و جلب حمایت منطقه‌ای از کشورش خارج شده بود ظهر دوشنبه در میان استقبال هواداران و سفرای کشورهای خارجی وارد فرودگاه کاراکاس شد.[۷۰]

### ۵ مارس ۲۰۱۹
- سایت کاخ سفید نسبت به ادامه وضعیت اضطراری ملی در ونزوئلا تأکید کرد. دونالد ترامپ در تاریخ ۲۵ ژانویه ۲۰۱۹ یک سال دیگر وضعیت اضطراری ملی اعلام شده در فرمان اجرایی ۱۳۶۹۲ را تمدید کرد.[۷۱]

### ۷ مارس ۲۰۱۹
- ونزوئلا سفیر آلمان را پس از ابراز حمایت از خوان گوایدو، رهبر مخالفان، اخراج کرد.[۷۲]

### ۸ مارس ۲۰۱۹
- قطع شدن برق و خاموشی در نقاط وسیعی از ونزوئلا به تنش‌ها میان نیکلاس مادورو و خوان گوایدو دامن زده و طرفین یکدیگر را مقصر این وضعیت دانستند. از سویی بنا بر اظهار منابع درمانی، مشکل قطعی برق جان هزاران بیمار را در کشور تهدید می‌کند.[۷۳]

### ۹ مارس ۲۰۱۹
- خوان گوایدو، رهبر مخالفان دولت در ونزوئلا، در جمع مخالفان دولت از شهروندان معترض به نیکلاس مادورو خواست برای برگزاری یک راهپیمایی گسترده، از سراسر دیگر شهرها راهی کاراکاس، پایتخت، شوند.[۷۴]

### ۱۱ مارس ۲۰۱۹
- مجلس ملی ونزوئلا به رهبری گوایدو بدنبال اعلام وضعیت اضطراری به دلیل قطعی شبکه برق‌رسانی خواستار قطع صادرات نفت به کوبا شد.[۷۵]

### ۱۳ مارس ۲۰۱۹
- دولت ونزوئلا اعلام کرد برق همه مناطق این کشور وصل شد و تنها دو شهرک باروتا و های‌لو در نزدیکی کاراکاس به خاطر آتش‌سوزی برق ندارند. از روز ۷ مارس بخش بزرگی از ونزوئلا در خاموشی فرورفت و این در حالی است که عرضه سوخت و غذا نیز با بحران جدی روبروست.[۷۶]

### ۲۱ مارس ۲۰۱۹
- هواداران خوان گوایدو، رهبر مخالفان دولت ونزوئلا، می‌گویند کنترل سه مرکز دیپلماتیک کشورشان در ایالات متحده را در دست گرفته‌اند.[۷۷]
- خوان گوایدو رئیس‌جمهوری موقت ونزوئلا در پیامی خطاب به مردم ونزوئلا و جامعه جهانی اعلام کرد روبرتو ماررو رئیس دفتر او و یکی از نمایندگان پارلمان از سوی نیروهای امنیتی نزدیک به مادورو، دستگیر شده‌اند.[۷۸]

### ۲۴ مارس ۲۰۱۹
- دو هواپیمای روسیه در فرودگاه اصلی ونزوئلا در حالی که یک مقام دفاعی روسیه و ۱۰۰ سرباز را حمل می‌کردند فرود آمدند، که این در بحبوحه تقویت روابط میان کاراکاس و مسکو می‌باشد.[۷۹]

### ۲۹ مارس ۲۰۱۹
- پس از ماه‌ها جلوگیری از ورود کمک‌های بین‌المللی صلیب سرخ وارد ونزوئلا شد.[۸۰]

### ۷ آوریل ۲۰۱۹
- مخالفان و معترضان به دولت نیکلاس مادورو، بار دیگر راهی خیابان‌ها شده‌اند تا به وضعیت سیاسی و اقتصادی، بحران ناشی از بی‌برقی و مشکلات دیگر اعتراض کنند و خواستار کناره‌گیری مادورو از قدرت شوند.[۸۱]

### ۱۱ آوریل ۲۰۱۹
- دولت نیکلاس مادورو هفته گذشته هشت تن طلا از خزانه بانک مرکزی خارج کرده است و قصد دارد این شمش‌های طلا را در خارج کشور بفروشد تا در برابر تحریم‌های آمریکا، ارزش پول ملی ونزوئلا را بالا ببرد.[۸۲]

### ۱۳ آوریل ۲۰۱۹
- هوگو کارواخال رئیس سابق اطلاعات ارتش ونزوئلا، توسط پلیس اسپانیا دستگیر شد، و با حکم دیوان عالی اسپانیا زندانی گردید. به گزارش رویترز، آمریکا معتقد است وی اطلاعات ارزشمندی دربارهٔ نیکلاس مادورو دارد و خواستار استرداد او شده است.[۸۳]

### ۲۶ آوریل ۲۰۱۹
- وزارت خزانه‌داری ایالات متحده آمریکا اعلام کرد خورخه آرازا وزیر خارجه ونزوئلا را به فهرست تحریم‌های خود افزود. واشینگتن تصمیم به توقیف اموال وی درآمریکا گرفته است.[۸۴]

### ۳۰ آوریل ۲۰۱۹
- تظاهراتها در ونزوئلا افزایش می‌یابد، گوایدو خواهان قیام ارتش شد.[۸۵]
- خوان کایدو رهبر اپوزیسیون ونزوئلا خواستار یک قیام نظامی برای برکناری نیکولاس مادرو شد، تقریباً ده‌ها تن از مردان جوان مسلح در لباس نظامی گوایدو را در تبادل آتش با سربازانی که در حمایت از برکناری مادرو در پایگاه هوایی لا کارلوتا عمل می‌کردند، همراهی می‌کردند.[۸۶]
- پلیس ونزوئلا اقدام به شلیک گاز اشک‌آور به‌طرف هواداران گوایدو در بیرون پایگاه هوایی لا کارلوتا در منطقه آلتامیرای کارکاس پایتخت ونزوئلا کرد، به گفته شاهدان عینی، صدای شلیک در گردهمائی گوایدو در بیرون پایگاه هوائی در کاراکاس شنیده می‌شود.[۸۷][۸۸]

- پمپئو در مصاحبه با شبکه خبری ان‌بی‌سی گفت ایالات متحده مصمم است که همه گزینه‌ها برای احیای مجدد دمکراسی در ونزوئلا را روی میز نگه دارد. وی گفت شما همچنین می‌بینید که خوان گوایدو در خیابان‌ها است و ما آقای مادورو را از امروز صبح ندیدیم. ما هواپیمای وی را دیدیم که در فرودگاه پارک شده بود. ما مطلعیم که وی عملاً آماده می‌شد و در نظر داشت که کشور را ترک کند و روسها به وی گفتند که بماند و راهی هاوانا نشو.[۸۹]

### ۱ مه ۲۰۱۹
- جان بولتون اظهار داشت حدود ۲۵ هزار نیروی نظامی کوبا در ونزوئلا هستند. وی با اشاره به ادعاها در مورد بروز کودتا در ونزوئلا گفت: «آن کودتایی که نگرانش هستیم ممکن است با رخنه دادن هزاران نیروی نظامی کوبایی در ونزوئلا روی داده باشد. به نظر من اگر کوبایی‌ها امروز ونزوئلا را ترک کنند، مادورو تا قبل از نیمه شب سقوط می‌کند.»[۹۰]

### ۵ مه ۲۰۱۹
- مایک پومپئو وزیر امور خارجه آمریکا از ایران، روسیه و کوبا خواست تا نیروهای خود را از ونزوئلا خارج کنند، وی گفت مستشاران نظامی ایران و کوبا به شبه نظامیان ونزوئلایی که مخالفان را سرکوب می‌کنند، کمک می‌رسانند و روسیه نیز مانع تحقق اهداف جنبش مردم سالاری ونزوئلا است و چین هم باید از سر راه این جنبش کنار برود.[۹۱][۹۲]
- هلیکوپتر ارتش ونزوئلا نزدیک کاراکاس سقوط کرد و ۷ نفر کشته شدند.[۹۳]

### ۷ مه ۲۰۱۹
- معاون رئیس‌جمهور مایک پنس:رژیم ایران با دیکتاتوری فاسد ونزوئلا کار کرده است برای اینکه مکان امنی برای نیروهای نیابتی تروریست خود به‌وجود بیاورد و همین الان که ما اینجا جمع شده‌ایم به این کار ادامه می‌دهد. ماه گذشته، یک هیئت بلندپایه از وزارت خارجه ایران راه اندازی بسیار علنی پرواز مستقیم بین کاراکاس و تهران توسط ماهان ایر را جشن گرفت. ماهان ایر یک خط هوایی است که در لیست سیاه (تروریستی) قرار دارد و تحت کنترل سپاه پاسداران ایران که رئیس‌جمهور ترامپ اخیراً بعنوان یک سازمان تروریستی لیست گذاری کرد، می‌باشد.[۹۴]

### ۸ مه ۲۰۱۹
- پلیس اطلاعات ونزوئلا معاون رئیس مجلس ملی ادگار زامبرانو، اولین مقام ارشد اپوزیسیون را در تلافی تلاش شکست خورده برای تحریک یک قیام نظامی، طی عملیاتی در کاراکاس بازداشت کرد.[۹۵]

### ۱۴ مه ۲۰۱۹
- نیروهای امنیتی سرویس اطلاعاتی ونزوئلا درهمکاری با پلیس و نیروهای گارد ملی، چند ساختمان در منطقه نزدیک پارلمان را به محاصره خود درآورده و به نمایندگان پارلمان و روزنامه‌نگاران اجازه ورود به ساختمان ندادند.[۹۶]

### ۱۷ مه ۲۰۱۹
- خوان گوایدو در یک گردهمایی سیاسی در کاراکاس گفت «بعضی نماینده‌ها در نروژ» در «تلاش برای میانجیگری» بر سر بحران سیاسی و اقتصادی در ونزوئلا هستند. این اولین تأیید رسمی حاکی از تلاش میان دو طرف پس از ماه‌ها جنگ قدرت است.[۹۷][۹۸]مقام‌های ونزوئلا می‌گویند، برای گفتگو به منظور رفع بن‌بست خورخه رودریگز وزیر اطلاعات، به نمایندگی از نیکلاس مادورو رئیس‌جمهوری ونزوئلا، و استالین گونزالس نماینده مجلس، در راس هیئت اپوزیسیون، در نروژ هستند.[۹۹]

### ۳ ژوئن ۲۰۱۹
- وزارت خارجه کانادا گفت کانادا فعالیت‌های سفارت خود در ونزوئلا را به فوریت به حالت تعلیق درمی‌آورد زیرا دیپلمات‌های آن دیگر نمی‌توانند ویزا دریافت کنند. کریستیا فریلند در بیانیه ای گفت مادرو گام‌هایی را برای محدود کردن توانمندی کارکرد سفارت‌های خارجی در ونزوئلا برداشته است. کانادا یکی از دوازده کشور در گروه کشورهای منطقه ای لیما در کنار برزیل، آرژانتین و شیلی است که خوان گوایدو رهبر اپوزیسیون را به عنوان رهبر مشروع ونزوئلا به رسمیت می‌شناسد و خواستار استعفای مادرو است.[۱۰۰]

### ۷ ژوئن ۲۰۱۹
- دو نهاد زیرمجموعه سازمان ملل متحد اعلام کردند شمار ونزوئلایی‌هایی که در پی بحران اقتصادی و سیاسی از کشور خود گریخته‌اند، به بیش از چهار میلیون نفر رسیده است.[۱۰۱]

### ۸ ژوئن ۲۰۱۹
- امانوئل اوتولنقی از بنیاد دفاع از دموکراسی‌ها - حزب‌الله در ونزوئلا نه تنها به ایران دسترسی به یک کشور دوست را می‌دهد بلکه خود یک چشم‌انداز ایدئولوژیکی ضدآمریکایی گری مشابه دارد و به آنها اجازه می‌دهد برخی عملیات قاچاق مانند پولشویی و قاچاق مواد مخدر را پیش ببرند.[۱۰۲]

### ۶ ژانویه ۲۰۲۰
- مورگان اورتگس سخنگوی وزارت خارجه آمریکا گفت مایک پمپئو پنجشنبه با آنتونیو گوترش تماس تلفنی گرفت تا در مورد حوادث در ونزوئلا با دبیرکل گوترش تبادل نظر کند. گوترش از تلاش‌های مستمر دیپلماتیک وزیر پمپئو قدردانی کرد.[۱۰۳]